# 下北澤
35°39′42″N 139°40′00″E / 35.66160556°N 139.6665611°E
下北澤（日语：／ Shimo-kitazawa */?），位於日本東京世田谷區，包括行政區域北澤與代澤等地區，簡稱下北。為和秋葉原所齊名之二手店集中地。
現在，「下北澤」不是個具體的行政地名。北澤（日语：／）下分一丁目至五丁目。人口17,789人（2013年9月1日）。
關於代澤部分，請參照代澤。

## 簡介

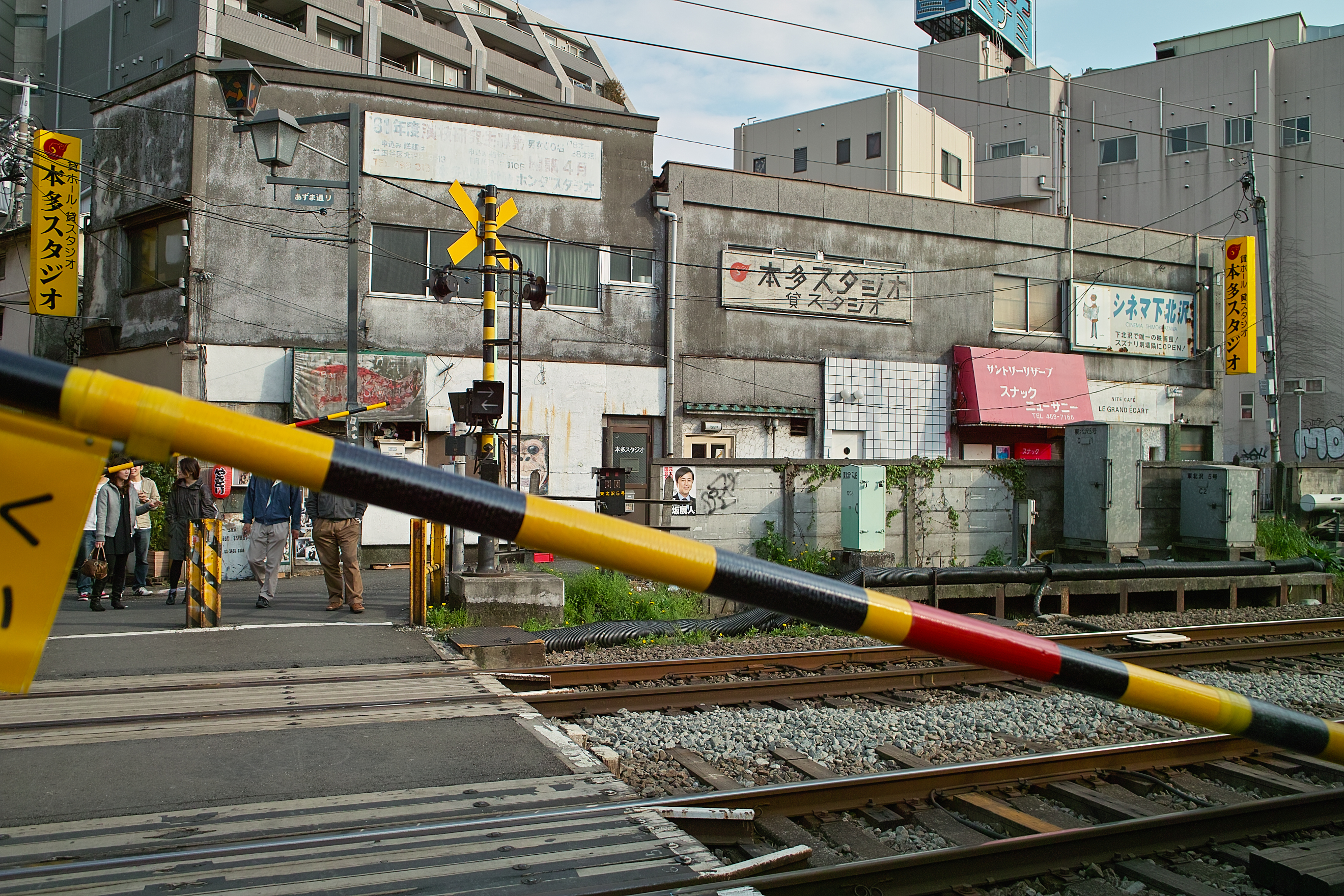
下北澤之平交道口

至2016年1月1日為止，人口有21,168人。除了二手店，當地以服装店和咖啡吧為主，因為離明治大學和泉校區和東京大學駒場校區很近，所以為學生等年輕人的聚集地。

## 地理
北鄰澀谷區笹塚、幡谷，東接同區大山、上原、目黑區駒場等，南臨世田谷區池尻、太子堂，西連同區代田、大原。
鐵路方面，有下北澤站（小田急小田原線、京王井之頭線）、東北澤站（小田急小田原線）、池之上站（京王井之頭線，位於代澤）等車站。
道路方面，有茶澤通、東京都道420號鮫洲大山線、井之頭通等道路。此地有非常多路寬僅2公尺的狹小道路，被認為有安全上的隱憂。
北澤川由西向東流經此地。與北澤川匯流的小溪、水路等形成此地起伏的地形，例如下北澤站就位於「支流」所形成的谷地。下北澤大部分地區屬北澤川流域。玉川上水水路在笹塚邊界附近往西北的幡谷前進。這些河川在昭和時代都已暗渠化。此外，本地北部三田用水是玉川上水的分流，沿大山町、上原等邊界前進，暗渠化後廢止。玉川上水水路現在已暗渠化。
東北澤站與池之上站是位在谷間狹小的台地上。此外，搭乘井之頭線時可看見當地的地形起伏。
媒體常取景的下北澤站前，與東北澤、池之上兩站站前地區為商業區，其他地區為住宅區，多中小規模的共同住宅、木造獨棟住宅等。搭乘小田急線與井之頭線可直接到達新宿、澀谷。

### 下北澤站前的商店街

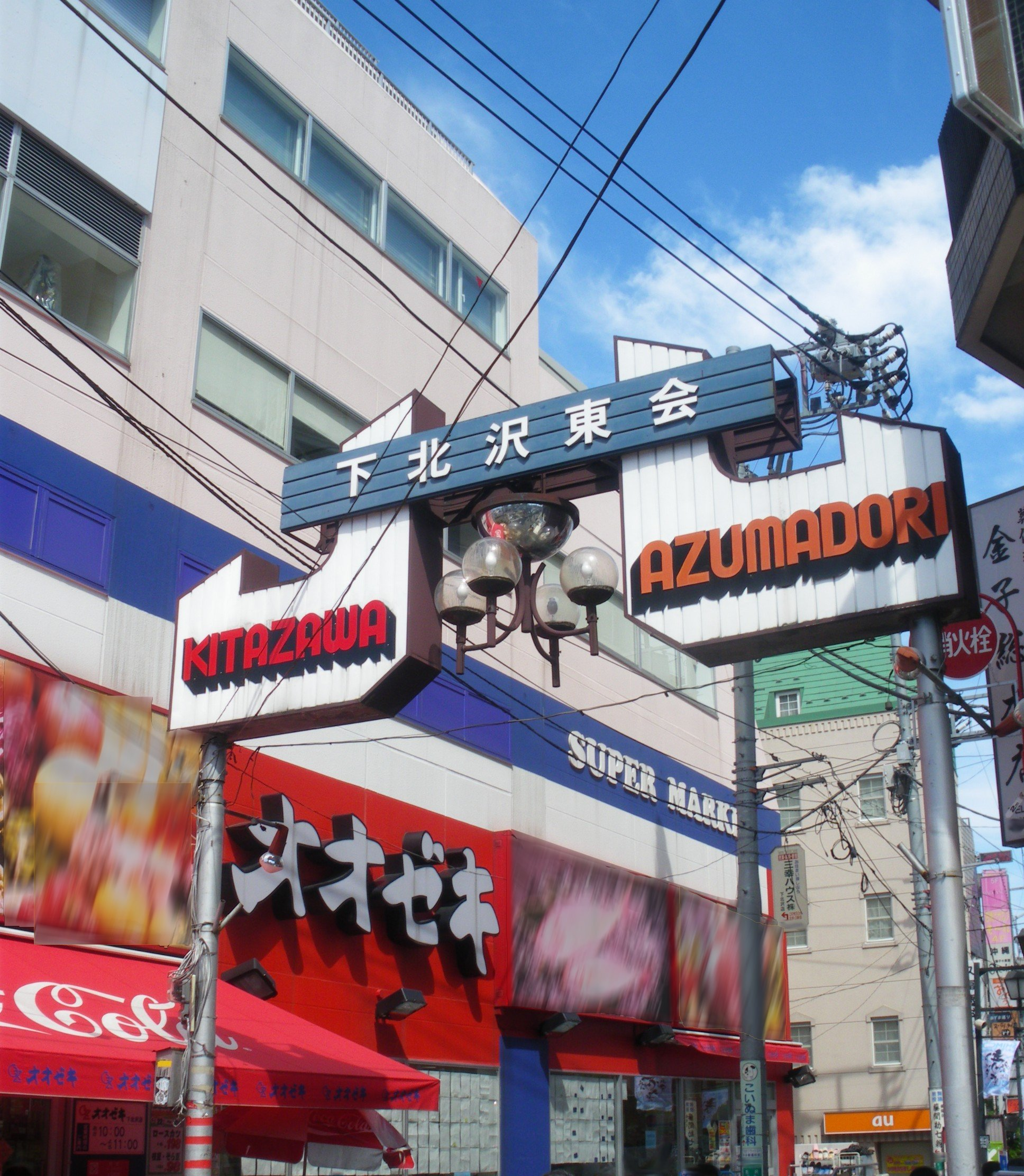
下北澤吾妻通（下北澤東會）

電視、雜誌等媒體常將下北澤與吉祥寺、三軒茶屋、自由之丘、中目黑、代官山等地並列為年輕人之街、流行之街。新開的店铺在媒體的報導下吸引許多顧客前往，與本地存在已久的庶民商店，形成新舊交雜的街貌。因靠近國士館大學世田谷、梅丘校區、明治大學和泉校區、東京大學駒場校區，也吸引許多學生客群。
下北澤站位於小丘之間，南口低，西口周邊高。當地街道狹小，有許多存在已久、以周邊居民為對象的雜貨店、古着店、布料店等，曾有「棉鎮」（コットン、タウン）之稱。此外，北口站前是「下北澤北口站前食品市場」與戰後黑市所在地。今日的「黑市」規模與1980年代相比已縮小許多。
本地商店街有：　
- 下北澤一番街
- 下北商店街（日语：しもきた商店街）
- 下北澤東會
- 下北澤南口商店街
- 下北澤南口PURE ROAD新榮商店會（日语：下北沢南口ピュアロード新栄商店会）
- 代澤通共榮會

下北澤沒有警察局，造就了本地商店街的高度危機感。從排除柏青哥與北澤八幡宮例大祭的暴力團，到近年的塗鴉清除與防範，都可見到本地商店街的努力。塗鴉清除行動也受到東京周邊地區商店街的注目，多次獲得媒體報導。

## 歷史
本地原屬東京府（武藏國）荏原郡下北澤村，與世田谷町合併後改為世田谷區北澤、代澤。就下北澤村地區大約是現在的北澤一丁目至五丁目，代澤二、三、五丁目與四丁目東北部，代田五、六丁目東側等地區。
此外，現在的代澤還包含了代田的飛地「下代田」（大約為代澤一丁目、四丁目部分地區）。
原來的中心是現在的代澤三、五丁目附近，北澤八幡宮、森嚴寺、淡嶋神社分社、代澤小學校等設施位於此地。現在茶澤通沿線形成商業區。
1927年下北澤站開業，原來為水田的車站周圍轉變為商業區。經過池之上等聚落的帝都線（現井之頭線）開通後，住宅區急速發展。道路與公共空間發展速度追趕不及住宅區擴張速度，導致現在區內街道狹小的情形。
住宅區發展過程中，企業在此建立不少福利設施與培訓中心，但近年來陸續廢止。
1991年4月、世田谷區開設5處總合支所。下北澤開設北澤總合支所，成為世田谷區北澤地區的中心。

## 一般設施
- 超市
  - foodium（日语：フーディアム）下北澤店
  - PEACOCK STORES（日语：イオンマーケット）下北澤店
  - Ozeki（日语：オオゼキ）
- 銀行
  - 昭和信用金庫（日语：昭和信用金庫）本店。
  - 支店
    - 三井住友銀行
    - 三菱東京UFJ銀行
    - 瑞穗銀行
    - 橫濱銀行
    - 東日本銀行（日语：東日本銀行）

  - ATM
    - 三菱東京UFJ銀行
    - 橫濱銀行（小田急線下北澤站付費區內）
    - 郵貯銀行
    - 永旺銀行（日语：イオン銀行）

## 文化設施
- 劇場
  - 本多劇場集團（日语：本多劇場グループ）
  - 其他

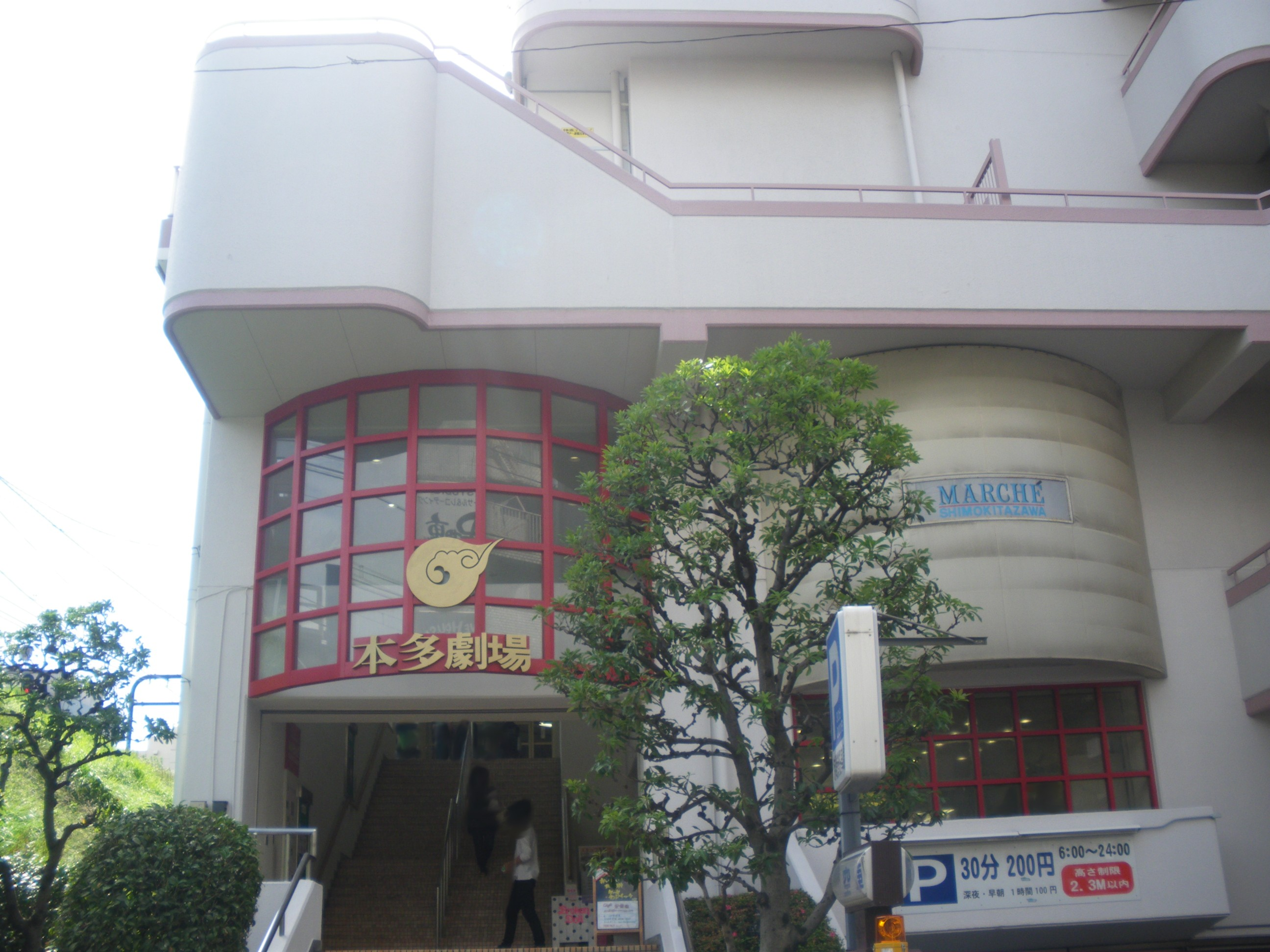
本多劇場

    - Mini Theater・KYO（ミニシアター・KYO）
    - 下北空間Liberty（しもきた空間リバティ）
    - ALLEYHALL（アレイホール）
- 電影院、迷你劇場
  - 短篇電影院TOLLYWOOD（短編映画館トリウッド）
- 音樂展演空間
  - shimokitazawa GARDEN（500人）
  - 下北澤CLUB 251（400人）
  - 下北澤Era（300人）
  - 下北澤MOSAiC（300人）
  - 下北澤CLUB Que（280人）
  - 下北澤SHELTER（250人）
  - 下北澤BASEMENT BAR（250人）
  - 下北澤ReG（250人）
  - 下北澤GARAGE（200人）
  - 下北澤屋根裏（150人）
  - 下北澤Cave Be（150人）
  - 下北澤Daisy Bar（140人）
  - 下北澤440（120人）
  - 下北澤ロフト（80人）
  - shimokitazawa THREE（80人）
  - 下北澤ラ・カーニャ（80人）
  - 下北澤ColoredJam（45人）
  - 下北澤mona records（40人）
  - 下北澤BIG MOUTH（30人）
  - 下北澤lete（20人）
  - 下北澤offBEAT（20人）
- 廣播
  - 下北FM（页面存档备份，存于）

## 以下北澤為舞台的作品
電影
- ざわざわ下北沢（日语：ざわざわ下北沢）（2000年劇場公開）
- 男はソレを我慢できない（日语：男はソレを我慢できない）（2006年7月 劇場公開）
- 東京フレンズThe Movie（2006年8月劇場公開）
- 劇場（2020年7月17日公開）[5]
- 街の上で（日语：街の上で）（2021年4月9日劇場公開）[6]
- シモキタブレイザー（日语：シモキタブレイザー）（2024年2月16日劇場公開）

電視劇、動畫
- ありがとう第3シリーズ（1973年4月 - 1974年4月、TBS系） - 東北沢駅周辺
- 愛をください（2000年7月 - 9月、フジテレビ系）
- 魔法使的條件（2003年1月 - 3月、テレビ朝日系、宮崎あおい）
- 捍衛聖域（2005年4月 - 6月、テレビ東京）
- 下北GLORY DAYS（2006年4月 - 7月、テレビ東京系）
- 下北SUNDAYS（2006年7月 - 9月、テレビ朝日系、原作・石田衣良、演出・堤幸彦）
- 下北ROOKIES（日语：下北ROOKIES）（2008年）
- 魔法使的條件 夏日天空（2008年7月 - 9月、テレビ朝日系）
- 下北澤die hard（2017年7月 - 、テレビ東京）

漫畫
- 孤獨搖滾！（『Manga Time Kirara MAX』2018年2月号 - 、芳文社、著・はまじあき）

小說
- 刺青殺人事件（1948年、高木彬光）

其他
- 東北沢5号（日语：東北沢5号）（松田奈緒子・漫画）

## 周邊地區計畫
東京都與小田急電鐵正在進行小田急線四線鐵路與連續立體交差化（地下化）工程。
地方商店街與町內會過去曾向政府提出下北澤站周邊市街地整備，世田谷區也多次進行研究。為了改善消費者的動線與安全，加上1990年代發生阪神大地震等天然災害，並進一步提升景觀、治安、無障礙空間，世田谷區以上述連續立體交差化為背景，在2006年訂立地區計畫。主要內容有：
- 鬆綁建築物斜線制限，指定牆面線與規範高度，透過限制風俗業等方式引導道路景觀
- 建築物進行牆面後退，闢建補助54號線與世田谷區劃街路10號線，提升防災能力、防犯能力與歩行者動線

但是這項計畫遭到社會學者吉見俊哉與音樂家曾我部惠一反對。另一方面，日本建築學會則向都與區申請重新審查。現在有以劇團、音樂展演空間、酒吧等組成的下北澤商業者協議會持續表達反對立場。另外，本計畫雖然常被稱作「再開發」，但其實並不屬於都市再開發法的市街地再開發事業（一種、二種）計畫（2007年5月）。
反對方的主張
以部分地方居民、文化人、以外地顧客為客源的商店主等為主。
- 補助54號線、區劃街路10號線把北側商業用地與後方住宅區隔開，將惡化商店吸引客源的能力。行政方強調的單向1車道，換句話說就是有寬廣的步道與停車帶，將造成進一步的區隔。
- 上述道路的牆面線、建物高度等規範的放寬，將破壞保留農村時代道路網所形成的獨特本地「文化」。
- 關於防災，根據資料，下北澤站周邊商店街危險度較低（5級中的第3級），相鄰的住宅地反而較高（5級中的第4級），與計畫中的理由相互矛盾。防災問題在小田急線地下化後原路廊改為綠道後就可解決。
- 關於地方居民期望的站前圓環，希望在末班車後，巴士能分散到車站周邊停靠。
- 幹線道路與站前圓環、連續立體化、複複線化與高層化等將造成商店吸引顧客的能力下降，進一步破壞文化。
  - 但是，與同樣因為小田急線連續立體化、複複線化而提出停工訴訟的梅丘站周邊地主不同，反對方有提出替代方案。

贊成方的主張
主要是行政部門、部分商店街團體、地方居民為客源的商店主等。
- 過於密集的商店街與狹小道路為老年人等周邊住戶帶來不便。更進一步妨礙緊急車輛的進出，對防災、防犯不利。
- 作為2間私鐵急行停靠站的下北澤站，一個讓巴士、計程車進出的站前廣場與進出道路（區劃街路10號線）是有必要的。
- 靠近商店街而讓住宅區居住環境惡化，需要都市計劃來重新規劃。
- 補助54號線的計畫在戰前就已存在。在建設鄰接道路計畫用地的北澤Town Hall（北沢タウンホール）時，就已考慮到此計畫。
- 反對方支持採用的地下化，就地形方面來說下北澤站是低地，需要比高架化更陡的斜坡，因此也需要更多的建設空間，所以不能說比高架化更節省用地面積。地下化也常是停工訴訟的對象。

此外，世田谷區在2012年2月2日發表平成24年度一般會計當初預算案，下北澤站周邊開發及相關道路用地收購費為17億5,100萬元。

## 其他地區計畫
北澤三、四丁目地區 地區計畫
此區道路狹小、木造住宅林立。世田谷區在1992年決定地區計畫：「土地利用優化、道路整備、促進建築物不燃化、確保開放空間等目標進行修復型市區規劃，打造舒適的生活環境、高防災能力的市街地。」。
北澤五丁目、大原一丁目地區 防災街區整備地區計畫
位於上述北澤三、四丁目地區計畫旁。區域内以中小規模的獨戶住宅與共同住宅為主、部分是商業用地。詳細請參照大原条目。

## 外部連結
- （日語）http://www.shimokita1ban.com/（页面存档备份，存于）
- （日語）http://www.shimokitazawa.org/（页面存档备份，存于）